# Flesh Without Blood
«Flesh Without Blood» (с англ. — «Плоть без крови») — песня канадской певицы Граймс из её четвёртого студийного альбома Art Angels (2015) в жанре дэнс-рока. Она была выпущена 26 октября 2015 года в качестве ведущего сингла этого альбома на британском инди-лейбле 4AD Records. В тот же день Граймс опубликовала на своём YouTube-канале видеоклип, озаглавленный «Flesh Without Blood/Life in the Vivid Dream», и содержащий музыкальные видео к самой «Flesh Without Blood» и к «Life in the Vivid Dream», другой песне из альбома Art Angels.

## О песне
В своём аккаунте в Твиттере Граймс сообщила, что согласно её авторскому замыслу, «Flesh Without Blood» это песня о том, как можно очень разочароваться в ком-то, кем вы когда-то по-настоящему восхищались. А также, что в её основе лежит история платонических отношений — дружбы, которая у Граймс однажды была с некоей женщиной, а вовсе не о романтических гетеросексуальных отношениях с мужчиной, как это на тот момент предполагали СМИ. Она отметила, что больше не пишет песен о любви, а подобные поспешные предположения, это пример того, как пресса самостоятельно вставляет нужные им гендеры и смыслы в её тексты.

## Отзывы и критика
Журнал Time назвал «Flesh without Blood» лучшей песней 2015 года. Критики из журнала Billboard поставили «Flesh Without Blood» на 15 место в своём списке «25 лучших песен 2015 года по версии критиков». Такое же место композиция заняла в списке «50 лучших песен 2015 года» по версии журнала Rolling Stone.
Критики из The Village Voice, в свою очередь, поставили песню на 12 позицию в своём списке лучших песен года, а издание Pitchfork оценило «Flesh Without Blood» как седьмую лучшую песню и как восемнадцатый лучший видеоклип 2015 года.

## Чарты
| Чарты (2015-16)                              | Высшая позиция |
| -------------------------------------------- | -------------- |
| Бельгия/Фландрия (Ultratip Bubbling Under)   | 84             |
| Канада (Billboard Rock)                      | 46             |
| Великобритания (OCC UK Indie)                | 27             |
| США (Billboard Hot Dance/Electronic Songs)   | 18             |
| США (Billboard Hot Rock & Alternative Songs) | 23             |

| Чарт (2016)                                   | Позиция |
| --------------------------------------------- | ------- |
| США (Billboard US Hot Dance/Electronic Songs) | 95      |